# Kotsma
Koordinaten: 58° 19′ N, 22° 1′ O
Kotsma ist ein Dorf (estnisch küla) auf der größten estnischen Insel Saaremaa. Es gehört zur Landgemeinde Saaremaa (bis 2017: Landgemeinde Kihelkonna) im Kreis Saare.
Das Dorf hat fünf Einwohner (Stand 31. Dezember 2011).